# 베티 필드
베티 필드(Betty Field, 1913년 2월 8일 ~ 1973년 9월 13일)는 미국의 배우이다.

## 참여 작품
- 생쥐와 인간 (1939년 영화)
- 킹스 로우
- 피크닉 (1955년 영화)
- 버스 정류장 (영화)
- 페이튼 플레이스
- 버터필드 8
- 버드맨 오브 알카트라즈
- 일곱 여인
- 일망타진